# Rory Macdonald (musiker)
Roderick (Rory) Macdonald (Skotsk gælisk: Ruaridh MacDhomhnaill; født 27. juli 1949, Dornoch, Sutherland) er en skotsk bassist i det keltiske rockband Runrig, samt gruppens primære sangskriver sammen med hans yngre bror Calum Macdonald. Rory skriver normalt melodien og Calum teksterne. Siden den tidliger forsanger, Donnie Munro, forlod bandet i 1997 har Rory været forsanger de af gruppens sange som er på skotsk gælisk, da den nye forsanger, Bruce Guthro, ikke taler gælisk.
Fra midten til slutningne af 1960'erne var MacDonald en del af et band kaldet The Skyvers.
Macdonald har gået på Glasgow School of Art og havde en begyndende karriere som grafisk designer indtil han begyndte at spille i Runrig på fuld tid. Senere brugte han sine evner til at designe albumnoter til til de to albums Recovery og Heartland.

## Tidligt liv
Macdonald blev født i Dornoch, Sutherland. Hans far, Donald John MacDonald fra North Uist på de Ydre Hebrider, kæmpede under anden verdenskrig. Familien flyttede til North Uist, da Rory var omkring 4 år gammel. Da de kom til Lochmaddy blev hans yngre bror Calum født.
Unden anden verdenskrig blev Macdonalds far, Donald, angrebet i Normandiet, hvor hans bedste ven, Sandy MacIntyre, døde. MacDonalds besøgte fortsat MacIntyres familie, og da Rory var omkring 8 gav Sandys forældre ham hans gamle harmonika. Han begyndte at øve sig på den og spillede til skolekoncerter. Han skrev sin første melodi på dette instrument, der var en skotsk dansemarch kaldet "Sandy MacIntyre". Denne oplevelse inspirerede ham til sangen "The Everlasting Gun" fra 1985, som er med på albummet Heartland, samt nyhederne om falklandskrigen.